# Simon the Sorcerer II: The Lion, the Wizard and the Wardrobe
Simon the Sorcerer II: The Lion, the Wizard and the Wardrobe (oftare enbart kallat Simon the Sorcerer II) är ett äventyrsspel som utvecklades av Adventure Soft, och släpptes 1995. Det är det andra spelet i Simon the Sorcerer-serien, och är en uppföljare till Simon the Sorcerer.